# 福鹿街道
福鹿街道是中华人民共和国吉林省辽源市东丰县下辖的一个街道办事处。2020年4月，设立福鹿街道办事处。辖区范围东至青龙立交桥、南至东丰镇青山村、西至药业大街、北至东风路。下辖府南社区、兴隆社区、南站社区、东青社区、东青村。

## 行政区划
福鹿街道下辖以下村级行政区划单位：
府南社区、兴隆社区、南站社区和东青村。